# Max George (football australien)
Pour les articles homonymes, voir Max George.
Max George, né le 4 janvier 1952, est un ancien footballeur australien qui a joué dans trois états, pour Fitzroy de l'Australian Football League (VFL), Swan Districts et Central District.
George a eu un fort départ à sa carrière VFL, mettant cinq buts à ses débuts, contre Essendon au Parc VFL, marquant ainsi un nouveau record pour le club.